# Ambulyx subrufescens
Ambulyx subrufescens är en fjärilsart som beskrevs av Clark 1936. Ambulyx subrufescens ingår i släktet Ambulyx och familjen svärmare. Inga underarter finns listade i Catalogue of Life.